# Emile Girardeau
Emile Girardeau (Luçon, 12 ottobre 1882 – Parigi, 7 dicembre 1970) è stato uno scienziato francese, tra gli inventori del radar.
Studiò all'École polytechnique tra il 1902 e il 1908, fu quindi sottotenente e tenente del Genio e professore all'École Nationale des Ponts et Chaussées. Nel 1910 iniziò a collaborare con Joseph Béthenod (futuro membro dell'Accademia delle Scienze). Insieme realizzarono il primo collegamento radiotelegrafico in paesi tropicali (collegamento Brazzaville-Loango). Sempre nel 1910 fondò la Société Française Radio-électrique (S.F.R.), prima azienda francese nel campo radioelettrico. Il successo della tecnica utilizzata dalla prima radiocomunicazione in Congo permise a S.F.R. di assicurarsi una presenza internazionale già prima dello scoppio della guerra.
Nel 1919, è stato nominato Cavaliere della Legion d'onore per servizi in guerra. In seguito, nel 1922, propose un servizio pubblico di trasmissioni radio con informazioni e musica, contribuendo anche alla nascita della prima radio privata francese (Radiola, in seguito Radio Paris).
Nel 1934, Girardeau è stato a capo del progetto che sviluppò il primo sistema radar francese.

## Onorificenze
Sebbene sia un personaggio fittizio della letteratura, Sherlock Holmes, in alcuni racconti, viene indicato come insignito della Legion d'Onore.